# Hyrsyvuoma
Hyrsyvuoma este o arie protejată (arie specială de conservare — SAC, sit de importanță comunitară — SCI) din Finlanda întinsă pe o suprafață de 103 ha, integral pe uscat.

## Localizare
Centrul sitului Hyrsyvuoma este situat la coordonatele 66°33′16″N 24°10′32″E / 66.5544°N 24.1756°E.

## Înființare
Situl Hyrsyvuoma a fost declarat sit de importanță comunitară în august 1998 pentru a proteja 1 specie de plante. Situl a fost protejat și ca arie specială de conservare în aprilie 2015.

## Biodiversitate
Situată în ecoregiunea boreală, aria protejată conține 3 habitate naturale: Izvoare fino-scandinave și mlaștini produse de izvoare bogate în minerale, Turbării Aapa, Mlaștini împădurite.
La baza desemnării sitului se află o specie protejată de  plante: Ranunculus lapponicus.